# Łucyna (wieś)
Łucyna (także Łuczyna; czes. Lučina) – wieś gminna w kraju morawsko-śląskim, w powiecie Frydek-Mistek w Czechach, w granicach Śląska Cieszyńskiego. Obszar 7,44 km², z czego ponad 2 km² to powierzchnia zbiornika wodnego Žermanice. Gmina obejmuje jego zachodni brzeg i jest nastawiona typowo pod turystykę. Posiada liczne kąpieliska, restauracje, a także kempingi.

## Ludność
W 2001 w miejscowości mieszkało 1139 osób, z czego 1036 (90,96%) stanowili Czesi, 49 (4,3%) Morawianie, 27 (2,4%) Słowacy, 7 (0,6%) Ślązacy, 5 (0,4%) Polacy, 3 (0,4%) Ukraińcy. Osoby wierzące stanowiły 46%, w tym katolicy 39,3%.

## Historia
Powstanie gminy ma ścisły związek z budową żermanickiej zapory na Łucynie. Woda miała zalać znaczny obszar dwóch ówczesnych gmin: Szobiszowic i Domasławic Dolnych. Łucyna została założona 8 stycznia 1956 r. w wyniku przesiedleń z obszaru zalewowego, które też weszło w skład nowo powstałej wsi wraz z terenami oddzielonymi wodami zbiornika od swoich macierzystych dwóch wcześniej wymienionych gmin.